# Марковка (Оренбургская область)
Марковка — село в Тоцком районе Оренбургской области России. Входит в состав Приютинского сельсовета.

## География
Село находится в западной части Оренбургской области, в пределах юго-восточной части Восточно-Европейской равнины, в степной зоне, преимущественно на правом берегу реки Сороки, на расстоянии примерно 19 километров (по прямой) к юго-юго-западу (SSW) от села Тоцкого. Абсолютная высота — 111 метров над уровнем моря.
Климат
Климат характеризуется как резко континентальный с продолжительной морозной зимой и относительно коротким жарким сухим летом. Среднегодовая температура составляет 3 °C. Средняя температура воздуха самого тёплого месяца (июля) — 26,9 °C (абсолютный максимум — 42 °C); самого холодного (января) — −13,3 °C (абсолютный минимум — −43 °C). Среднегодовое количество атмосферных осадков не превышает 350—400 мм.
Часовой пояс
Село Марковка, как и вся Оренбургская область, находится в часовой зоне МСК+2. Смещение применяемого времени относительно UTC составляет +5:00.

## Палеонтология
В 0,4 км от села на левом берегу реки Сороки расположено местонахождение окаменелостей тетрапод, обитавших в раннем триасовом периоде: позвонок протерозухида Chasmatosuchus, череп проколофона Samaria concinna, кости темноспондильных амфибий, включая Wetlugasaurus. В нижнеоленёкском подъярусе обнаружены ископаемые остатки бентозухов (Benthosuchus) и неопределённого вида Qantas.

## Население
| 2010 |
| ---- |
| 155  |

Гендерный состав
По данным Всероссийской переписи населения 2010 года в гендерной структуре населения мужчины составляли 48,4 %, женщины — соответственно 51,6 %.
Национальный состав
Согласно результатам переписи 2002 года, в национальной структуре населения русские составляли 80 % из 253 чел.